# Journée internationale dédiée à la mémoire des victimes de l'Holocauste

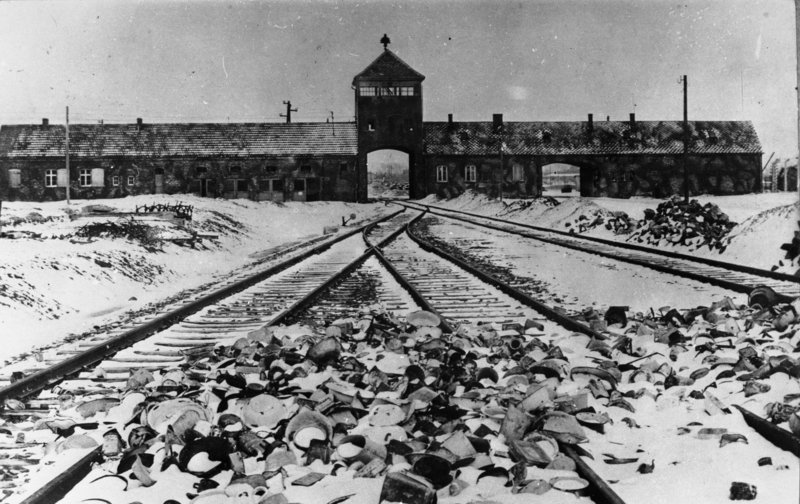
L’entrée du camp d’Auschwitz en 1945.

La journée internationale dédiée à la mémoire des victimes de l’Holocauste, International Holocaust Remembrance Day est une journée internationale du souvenir de la Shoah et de prévention des crimes contre l’humanité le 27 janvier chaque année, anniversaire de libération du camp de concentration d'Auschwitz.

## Histoire

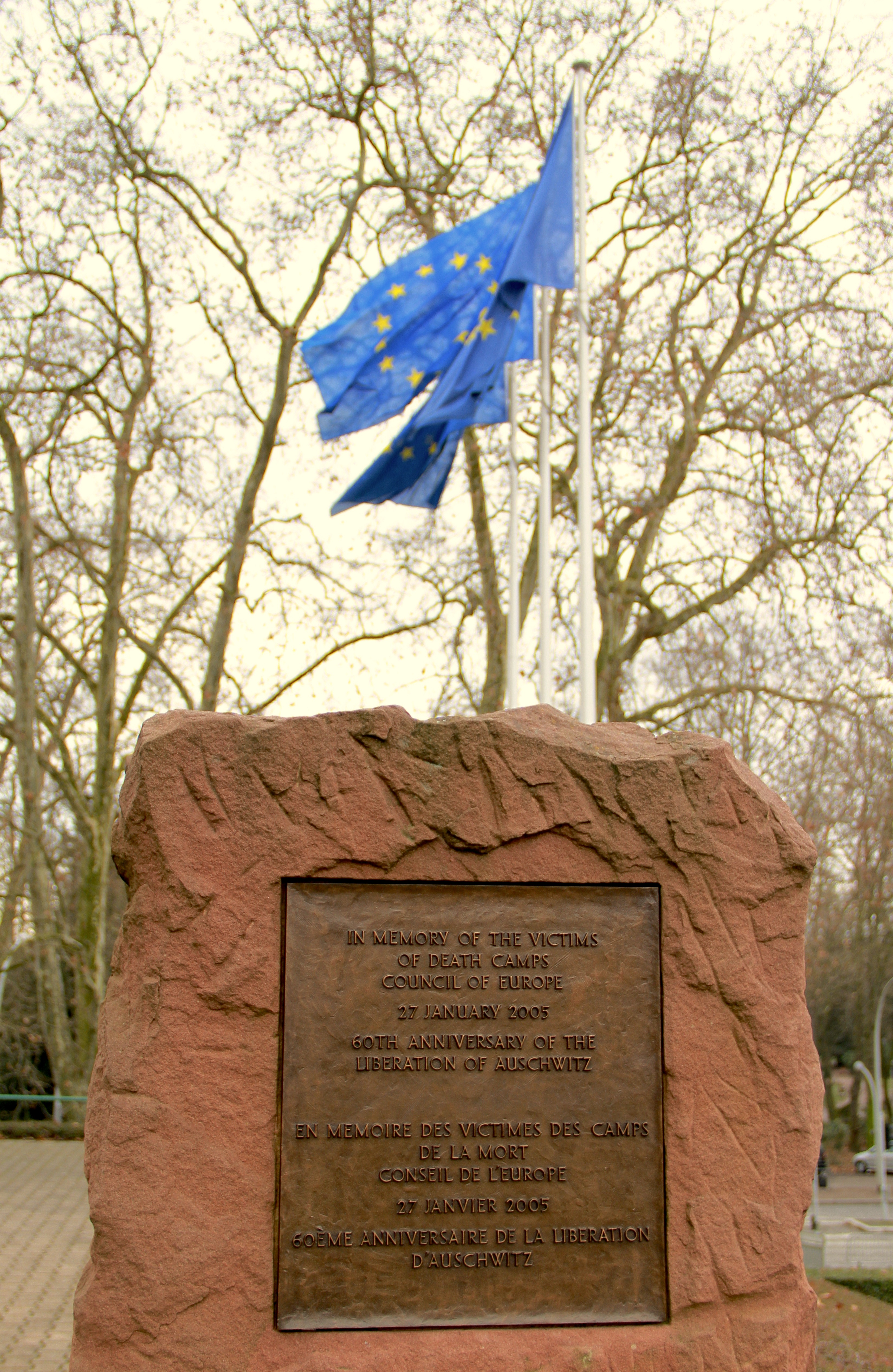
Plaque à la mémoire des victimes de l’Holocauste au Conseil de l’Europe à Strasbourg.

La journée internationale dédiée à la mémoire des victimes de l’Holocauste est instituée à initiative des ministres de l’Éducation des États membres du Conseil de l’Europe en octobre 2002 et suivie par l'Organisation des Nations unies. 
Par une résolution intitulée « Mémoire de l’Holocauste » adoptée le 1er novembre 2005, l’Assemblée générale a décidé que les Nations unies la célèbreraient chaque année, le 27 janvier, à la date d’anniversaire de la libération par les troupes soviétiques du camp d’Auschwitz.
Cette résolution rappelle les droits et libertés associées à la Déclaration universelle des droits de l’homme, « sans distinction aucune, notamment fondée sur la race, sur la religion ou sur toute autre condition », elle rappelle également le principe fondateur des Nations unies, dont la création est liée à la défaite du régime nazi et « décide que les Nations unies proclameront tous les ans le 27 janvier journée internationale dédiée à la mémoire des victimes de l’Holocauste ». Elle encourage les États à promouvoir des projets éducatifs et à protéger les lieux de mémoire liés à l'Holocauste, elle condamne toute manifestation qui viserait à sa négation, l'intolérance religieuse et enfin s'engage à promouvoir un programme au niveau des Nations unies afin de perpétuer la mémoire de l'Holocauste et empêcher qu'un tel évènement se reproduise.

## Déclinaison
Cette journée prend pour nom Holocaust Memorial Day au Royaume-Uni.